# رو در رو (فیلم ۱۹۸۲)
رو در رو (به هندی: Aamne Samne) و (به انگلیسی: Face to face) فیلمی هندی محصول سال ۱۹۸۲ و به کارگردانی آشیم سامانتا است. در این فیلم بازیگرانی همچون میتون چاکرابورتی، بیندیا گوسوامی و لیلا میشارا ایفای نقش کرده‌اند.